# David Weytsman
David Weytsman, né le 14 juillet 1981 à Liège, est un homme politique libéral belge, membre du MR. Il est actuellement Président du Centre Publique d'Action Sociale (CPAS) de la ville de Bruxelles. 

## Etudes et parcours professionnel
David Weytsman est ingénieur en gestion diplomé à l'HEC Liège et détenteur d’un master en économie européenne du Collège d'Europe.
Après avoir travaillé auprès d’Electrabel et au sein d'une société de consultance en pile à combustible, il devient conseiller au cabinet du vice-premier ministre et ministre des Finances Didier Reynders (2006-2010) au sein de la cellule Marché financier. De 2010 à 2014, il est chargé des dossiers énergie, mobilité et fiscalité auprès du président du MR Charles Michel. De 2014 à 2017, il est chef de cabinet adjoint des ministres de la Mobilité Jacqueline Galant et François Bellot,.

## Carrière politique
David Weytsman est président des Jeunes MR de la Région de Bruxelles-Capitale de 2010 à 2014. Élu conseiller communal et conseiller de police à la Ville de Bruxelles en 2012, il occupe alors la fonction de pésident de sociétés de logements publics Lorebru puis du Foyer Laekenois, actives notamment à Neder-Over-Heembeek et Laeken.
En septembre 2017, il devient Échevin de la Revitalisation urbaine et de la Participation citoyenne à la Ville de Bruxelles, un poste qu'il occupe jusqu'en mars 2018 quand il devient député au Parlement bruxellois.
Depuis octobre 2018, il est chef de groupe MR à la ville de Bruxelles. Il est réélu en 2019 et en 2024 au Parlement bruxellois.
Depuis novembre 2022, il est également député au Parlement de la Fédération Wallonie-Bruxelles.
En juin 2024, il est réélu au Parlement bruxellois.
En octobre 2024, il est tête de liste de la liste MR+ pour les élections communales. Il récolte 6104 voix de préférence. 
En Février 2025, il prête serment comme Président du CPAS. 